# Luca Engler
Luca Engler (* 27. Januar 1993 in Basel) ist ein ehemaliger Schweizer Handballspieler. Der 1,90 Meter grosse Linkshänder spielte zuletzt beim TV Birsfelden.

## Karriere
Engler spielte als Junior beim TV Birsfelden. Nachdem er alle Juniorenstufen durchlaufen hatte, spielte er zwischen 2009 und 2015 in der 1. Mannschaft beim TV Birsfelden. In der Saison 2012/13 hatte er eine Doppellizenz beim RTV 1879 Basel und bestritt seine ersten Spiele in der Quickline Handball League. In der Saison 2013/14 stieg Engler mit dem TV Birsfelden von der 1. Liga in die Nationalliga B auf. In der Saison 2014/15 folgte eine weitere Doppellizenz bei Wacker Thun, wo Engler weitere Spiele in der höchsten Schweizer Liga absolvierte.
Zur Saison 2015/16 wechselte Engler zu GC Amicitia Zürich. Zwei Jahre später wechselte er auf die Saison 2017/18 zum HC Kriens-Luzern, wo er auch in der EHF European League spielte. In dieser Zeit bestritt Engler sein erstes und einziges Spiel für die Schweizer Handballnationalmannschaft. Ab der Saison 2019/20 stand Engler für zwei Jahre wieder beim RTV 1897 Basel unter Vertrag.
Als Engler sein Engagement in der Schweiz beendete, spielte er im Sommer 2021 für San Francisco CalHeat. Dort gewann er die North American and Caribbean Senior Club Championship. Folglich nahm er 2021 am IHF Men’s Super Globe in Dschidda teil. Im Jahr 2022 wechselte Engler für einige Spiele zu seinem Ausbildungsverein TV Birsfelden zurück.
Im Sommer 2024 wechselte Engler zum amerikanischen Verein California Eagles, mit welchem er die North American and Caribbean Senior Championship gewann. Dies bedeutete die Qualifikation und Teilnahme an der IHF Men’s Club World Championship im September 2024 in Kairo.